# Медведка (ракетен комплекс)
РПК-9 „Медведка“ (Индекс – 87Р, Класификацията на НАТО: SS-N-29) е руски противолодъчен ракетен комплекс с противолодъчната ракета 87Р снабдена със самонасочващо се торпедо в като бойна част и предназначен за въоръжение на надводни кораби с водоизместимост от 350 тона (в т. ч. и кораби на подводни крила), с цел унищожаване на подводни лодки. Разработен е в МИТ.

## История
Разработка на комплекса започва през 1980-те години в Московския институт по топлотехника под ръководството на главния конструктор Мазуров Н.
Изпитанията на „Медведка“ се водят на малкия противолодъчен кораб на подводни крила от проекта 1141 „Александър Кунахович“ в Черно море, на кърмовата част на който са поставени две четворни пускови установки за РПК-9 „Медведка“. През лятото 2000 г. комплекса е демонтиран от кораба и е поместен на брега.

## Състав на комплекса и конструкция
В състава на комплекса РПК-9 „Медведка“ влизат:
- Противолодъчните ракети 87Р с бойна част торпедото МПТ-1У
- Пускова установка
- Товарно устройство
- Комплекс за управление на стрелбата
- Учебно-тренировъчни средства
- Комплект ЗИП

Твърдогоривната ракета 87Р се произвежда серийно във Воткинския завод, има устройство за зануляване на тягата, позволяващо регулиране на тягата в широки предели и осигуряващо липса на „мъртви зони“ при стрелба на малки дистанции. Аеродинамичната устойчивост на ракетата в полет се осигурява от разгъващи се при излизане от пусковата установка стабилизатори.
Като бойна част се използва малогабаритното самонасочващо се торпедо МПТ-1У(Е) калибър 324 мм разработка на ЦНИИ „Хидроприбор“ разположено под обтекателя на главната част. За експорт, възможно, ще се използват други типове торпеда от аналогичен клас (например, Mk-46)
След пуска на ракетата и достигането на зададената ѝ точка от траекторията, торпедото се отделя от ракетата и на парашут се спуска във водата. Торпедото може да поразява подводни цели на дълбочини от 15 до 500 м.
Конструкцията на пусковата установка представлява направен от лека сплав пакет стволове заключен в общ пълнител. Броя стволове варира от два до четири. Основата на ПУ може да бъде неподвижна (за кораби с малка водоизместимост) и въртящо (за кораби с голяма водоизместимост). Възможно е ПУ да бъде и на брегова стартова позиция. ПУ е разработена в московското КБ по машиностроене на Минсудпром.
Комплекса за управление на стрелбата произвеждан от концерна „Гранит-Електрон“ осигурява управлението на единична и залпова (до 4 ракети в залпа) стрелба с ракети от две четиритръбни пускови установки (поставени побордно) по подводници, минни и противолодъчни заграждения. Масата на апаратурата съставлява около 1 т, времето за непрекъсната работа е до 24 часа.

## Модификации
- „Медведка-2“ – вариант на комплекса, модернизиран в за осигуряване на възможност за поставяне и старт на ракетите от вертикални пускови установки на корабите. В ракетата за вертикален пуск се използва нов автономен отсек на системата за управление, в който има блок командни прибори, бордови компютър, рулева трансмисия и други елементи от състава на други изделия, произвеждани серийно. Старта на ракетите става по традиционната за МИТ „минометна“ схема с помощта на барутен акумулатор на налягане (БАН) от транспортно-пусков контейнер, което намалява газодинамичното въздействие върху конструкцията на кораба-носител. След излитането на ракетата от контейнера тя прави завой по направление на целта след което се включва маршевия ракетен двигател и започва управляем полет към целта, по алгоритъм, изработен за комплекса „Медведка“[2]. Предполага се въоръжаването с дадения комплекс на строящите се в Северната корабостроителница фрегати проект 22350.

## ТТХ
- Далечина на стрелбата:
  - Максимална – 20,5 км
  - Минимална – 1,6 км
- Дълбочина на поразяване на целите: 16 – 500 м
- Маса на ракетата: 800 кг
- Дължина на ракетата: 5,5 м
- Диаметър на ракетата: 0,4 м
- Бойна част: малогабаритно торпедо МПТ-1У(Е)
  - Маса на торпедото: 256 кг
  - Калибър на торпедото: 324 мм
  - Дължина на торпедото: 3,05 м
- Пускова установка: подемна, с наклонен старт
  - Брой стволове: 2 или 4
  - Вътрешен диаметър на ствола на ПУ: 0,44 м
  - Трансмисия за насочване по азимут: предвижда се от проекта на кораба
- Масово-габаритни характеристики на 4-стволната ПУ без насочване по азимут:
  - Маса с 4 ракети – 9200 кг
  - ДхШхВ (походно) – 5,8×1,9×2,4 м
- Време за готовност за пуск: 15 с (без да се отчита времето за насочване и от момента на получаване на данните за целта при подадено напряжение на захранването и при ускорени методи на стрелбата)
- Темп на стрелбата в залп: 6 с
- Брой ракети в залп: до 4
- Условия за бойно употреба и експлоатация:
  - Климатични условия – без ограничения
  - Вълнение на морето при стрелба – до 6 бала
  - Скорост на ход на кораба – в целия диапазон скорости
- Личен състав:
  - Оператор на комплекса за управление на стрелбата – 1 човек
  - Обслужващ персонал – 2 души.